# Mesudus solitarius
Mesudus solitarius là một loài nhện trong họ Desidae.
Loài này thuộc chi Mesudus. Mesudus solitarius được miêu tả năm 1970 bởi Raymond Robert Forster.